# Hibiscus divaricatus
Hibiscus divaricatus är en malvaväxtart som beskrevs av Robert Graham.
Hibiscus divaricatus ingår i Hibiskussläktet som ingår i familjen malvaväxter. Inga underarter finns listade i Catalogue of Life.

## Bildgalleri

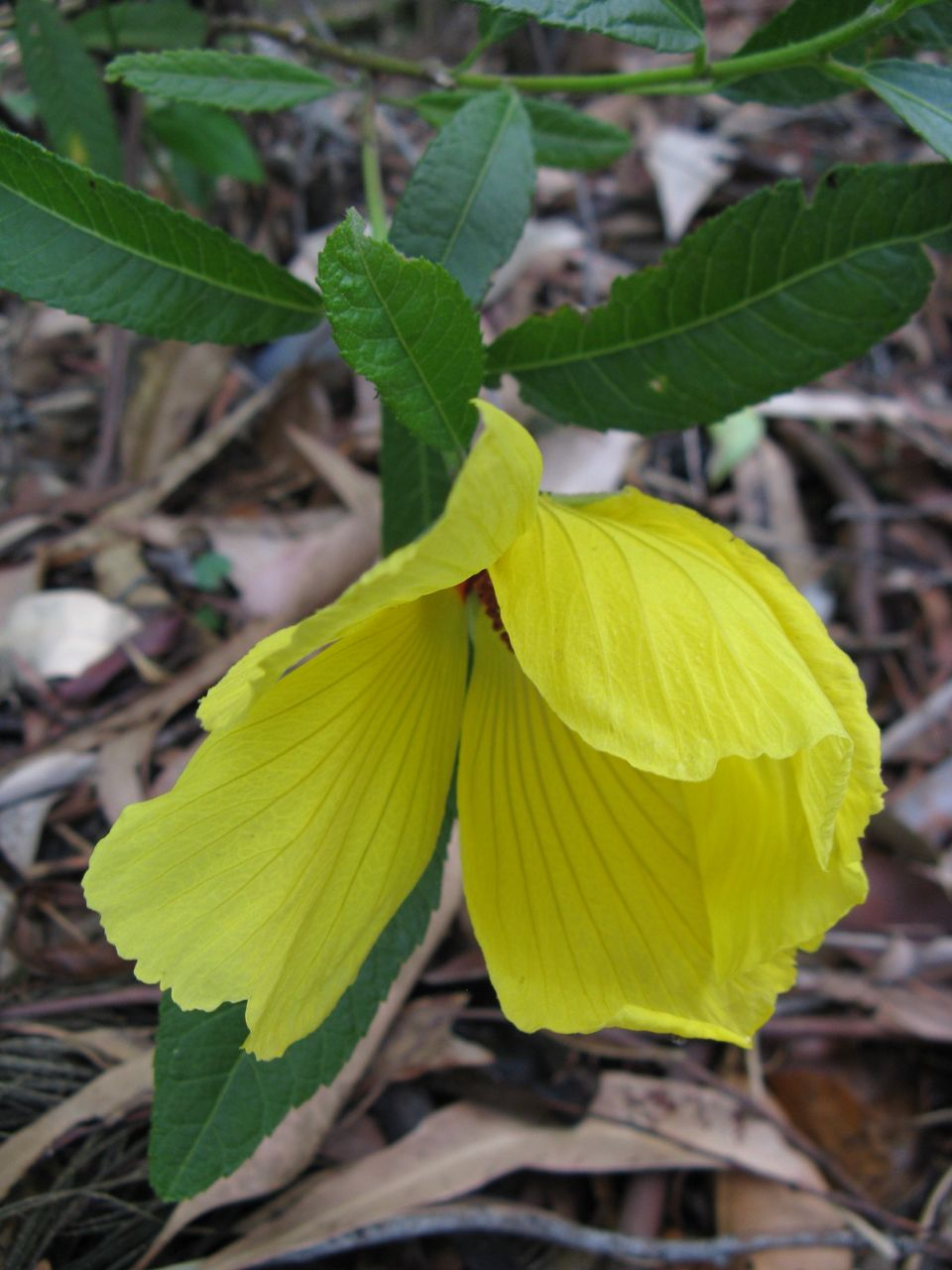
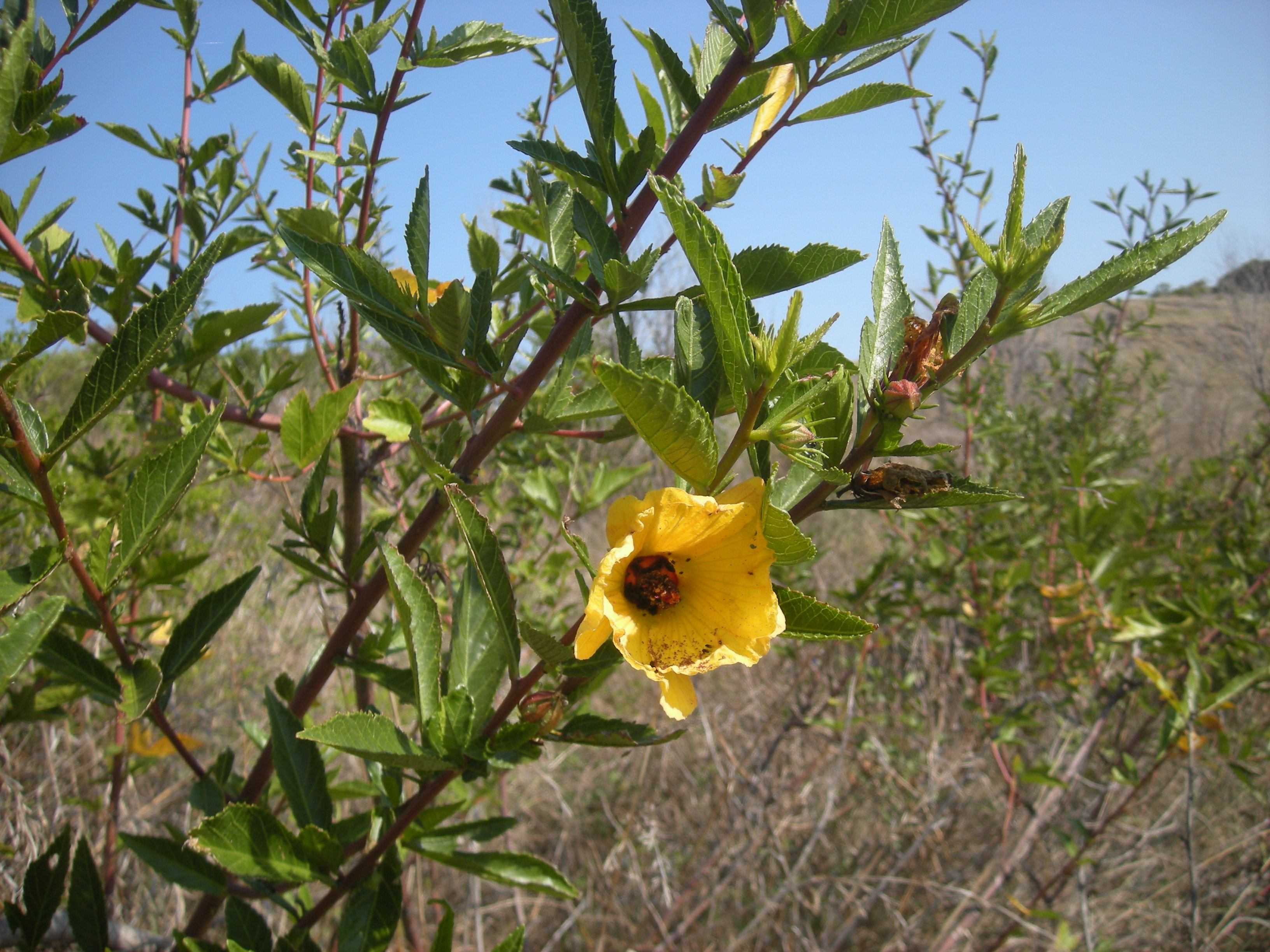